# Gonydactylus
Gonydactylus é um género criado recentemente (fim dos anos 1990) de répteis escamados da família Gekkonidae.
São animais de porte médio, nocturnos e terrestres. Podem ser encontrados principalmente no Nepal.

## Espécies
- Gonydactylus markuscombaii Darevsky, Helfenberger, Orlov & Shah, 1998
- Gonydactylus martinstolli Darevsky, Helfenberger, Orlov & Shah, 1998
- Gonydactylus nepalensis Schleich & Kästle, 1998
- Gonydactylus paradoxus Darevsky & Szczerbak, 1997